# Saint-Romphaire
Saint-Romphaire ist eine Ortschaft und eine ehemalige französische Gemeinde mit 771 Einwohnern (Stand: 1. Januar 2022) im Département Manche in der Region Normandie.
Mit Wirkung vom 1. Januar 2016 wurden die früheren Gemeinden Saint-Samson-de-Bonfossé, Gourfaleur, Saint-Romphaire und La Mancellière-sur-Vire zu einer Commune nouvelle mit dem Namen Bourgvallées fusioniert und haben in der neuen Gemeinde den Status einer Commune déléguée. Der Verwaltungssitz befindet sich im Ort Saint-Samson-de-Bonfossé.

## Lage
Nachbarorte von Saint-Romphaire sind Gourfaleur im Nordwesten, La Mancellière-sur-Vire im Norden, Condé-sur-Vire im Nordosten, Le Mesnil-Raoult im Osten, Troisgots im Südosten, Le Mesnil-Opac im Südwesten und Saint-Samson-de-Bonfossé im Westen.

## Bevölkerungsentwicklung

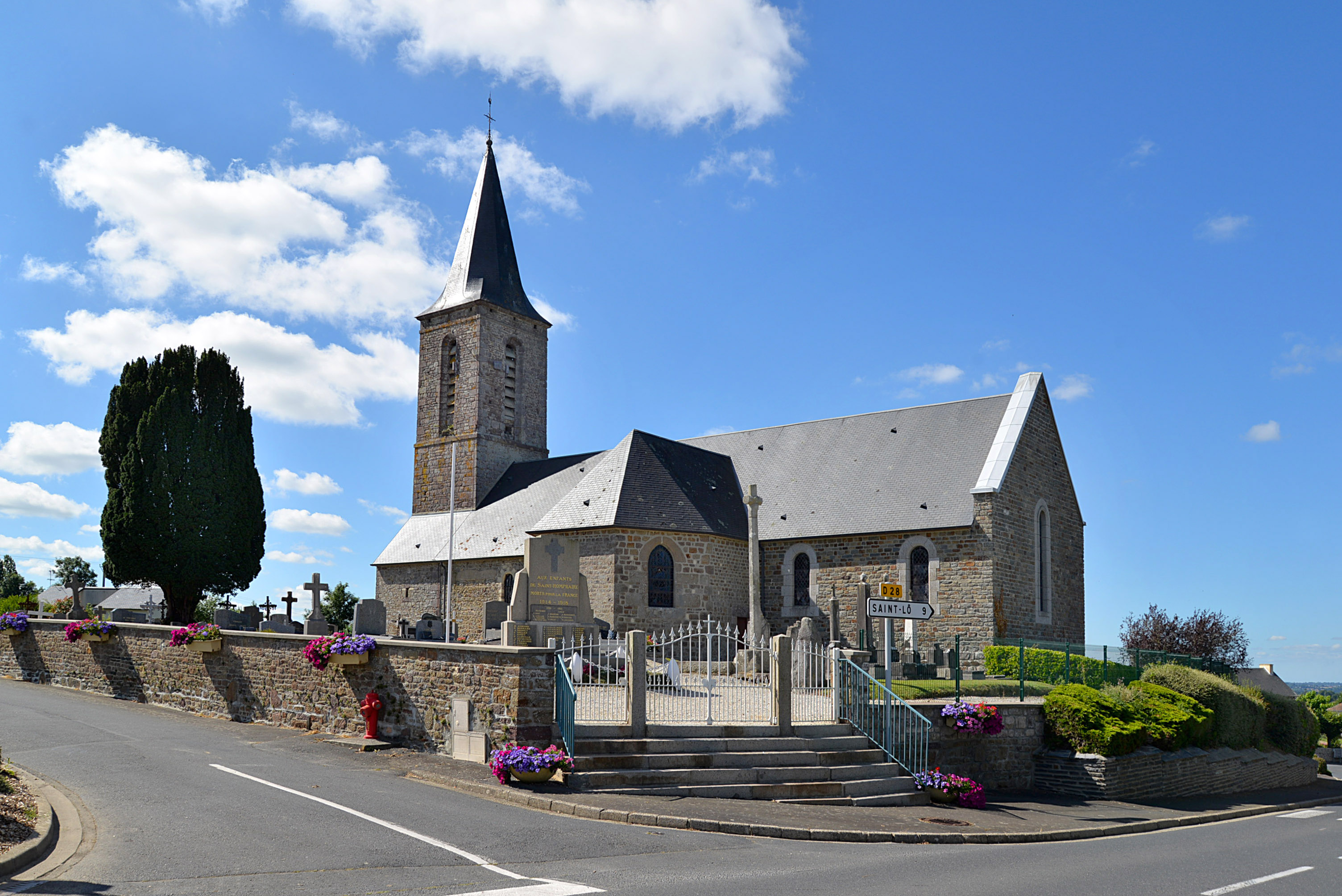
Kirche Saint-Romphaire

| Jahr      | 1962 | 1968 | 1975 | 1982 | 1990 | 1999 | 2008 | 2015 |
| --------- | ---- | ---- | ---- | ---- | ---- | ---- | ---- | ---- |
| Einwohner | 615  | 626  | 602  | 638  | 628  | 595  | 733  | 738  |